# Горицвіт вогнистий
Горицвіт вогнистий, горицвіт полум'яний (Adonis flammea) — вид рослин з родини жовтецевих (Ranunculaceae), поширений у Північній Африці, Європі крім півночі, західній Азії.

## Опис
Однорічна рослина 10–40(50) см. Чашолистки волохато-волосисті. Пелюстки вогненно-червоні, 8–15 мм завдовжки. Плід без зубців на спинці. Трава висотою 20–60 см. Стебло м'яко волосисте внизу, розсипано волосисто до майже голого вгорі. Квітки поодинокі, діаметром 1–3.5 см.

## Поширення
Поширений у Північній Африці, Європі крім півночі, західній Азії.
В Україні вид зростає на сухих схилах, уздовж доріг, у посівах — у Степу і гірському Криму.

## Використання
Декоративна, бур'яниста, отруйна, лікарська рослина.